# Vânătorul din taiga
Vânătorul din taiga, cunoscut alternativ ca Dersu Uzala, (în rusă Дерсу Узала, în japoneză デルス•ウザーラ, transliterat: Derusu Uzāra) este un film sovieto-japonez din 1975, regizat de Akira Kurosawa. Este primul film al lui Kurosawa în care nu se vorbește limba japoneză și primul și singurul său film pe peliculă cu lățimea de 70 mm.
După o serie de decepții profesionale și personale suferite la sfârșitul anilor 1960 și începutul anilor 1970, inclusiv o tentativă de suicid, cineastul japonez Akira Kurosawa a fost invitat de studioul Mosfilm să realizeze un film în Uniunea Sovietică, iar rezultatul a fost Vânătorul din taiga. Filmul este inspirat din cărțile autobiografice din cărțile autobiografice Prin Ținutul Ussuri (1921) și Dersu Uzala (1923; denumită după vânătorul indigen Dersu Uzala) ale exploratorului rus Vladimir Arseniev (1872–1930), care descriu expedițiile sale de explorare a regiunii munților Sihote-Alin din Orientul Îndepărtat Rus la începutul secolului al XX-lea.
Filmat aproape în întregime în aer liber, în pustietățile siberiene, Vânătorul din taiga prezintă povestea unui vânător indigen bătrân care locuiește în pădure și este complet integrat în acest mediu natural, ducând un stil de viață care va fi distrus în mod inevitabil de înaintarea civilizației. Este vorba în același timp de respectul și prietenia puternică care se formează între doi bărbați din medii complet diferite și de dificultatea de a face față pierderii puterii și îndemânării care vine odată cu bătrânețea. Acțiunea filmului este prezentată în flashback în două părți.
Vânătorul din taiga a câștigat Premiul de Aur și Premiul FIPRESCI la Festivalul Internațional de Film de la Moscova din 1975, Premiul Oscar pentru cel mai bun film străin în 1976 și mai multe alte premii. El a fost vizionat de 20,4 milioane de spectatori în Uniunea Sovietică și a obținut încasări de 1,2 milioane de dolari în SUA și Canada.
Filmul lui Kurosawa a fost a doua ecranizare a cărților lui Arseniev: o primă adaptare a fost realizată în 1961 de regizorul sovietic de origine armeană Agasi Babaian într-un film intitulat Flăcări în taiga.

## Rezumat

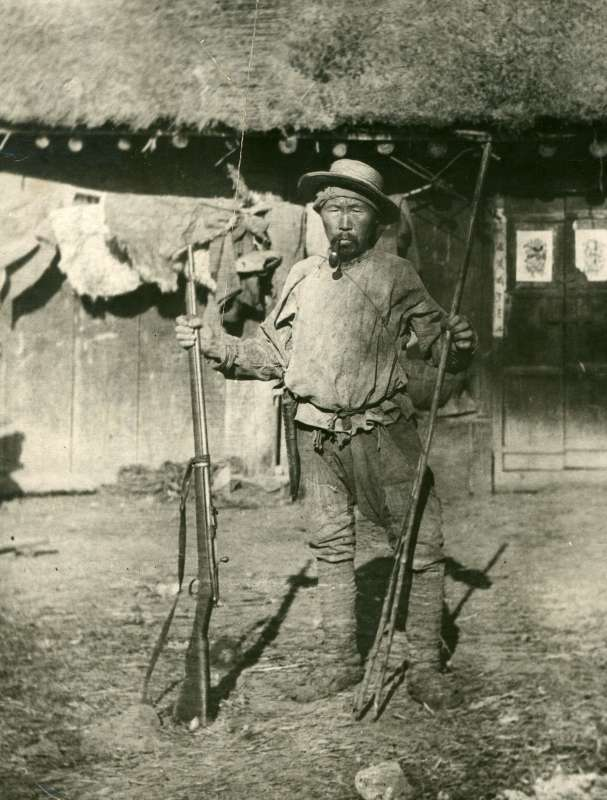
Adevăratul Dersu Uzala. Fotografie făcută de Arseniev prin 1902–1907.

Acțiunea filmului începe în anul 1910 într-o pădure din estul Siberiei care este defrișată în scopul amenajării localității Korfovskaia. Ofițerul topograf Vladimir Arseniev caută mormântul nemarcat al unui prieten care murise cu trei ani mai înainte. Gândurile lui zboară în trecut. În vara anului 1902 căpitanul Arseniev condusese o expediție topografică în regiunea Ussuri de la granița cu China și cunoscuse un vânător nomad goldi pe nume Dersu Uzala, care a acceptat să servească pe post de călăuză prin taigaua siberiană. Vânătorul trăia de mulți ani singur în pădure, după moartea soției și a copiilor săi în urma unei epidemii de vărsat de vânt, se îndeletnicea cu comerțul de piei de samur și avea convingeri religioase animiste, crezând că toate elementele naturale (soarele, luna, munții, râurile, vântul, ploaia, ceața, focul, plantele) sunt ființe vii. Considerat inițial un bătrân needucat și excentric, Dersu câștigă respectul soldaților prin marea sa experiență de viață, prin instinctele precise, prin puterea de observație și prin compasiunea profundă față de semenii săi și de animalele pădurii. Sub impulsul lui Arseniev, membrii detașamentului îl acceptă pe vânător, începând să-l considere unul de-al lor. O prietenie profundă se înfiripă între căpitan și călăuză, în ciuda pozițiilor sociale diferite ale celor doi.
Dersu Uzala salvează viața căpitanului Arseniev atunci când cei doi se pierd în mijlocul unui lac înghețat și izbucnește brusc un viscol puternic. Vânătorul înțelege că sunt în pericol să moară prin îngheț și construiește rapid o colibă de stuf, unde cei doi se adăpostesc de viscol până când sunt descoperiți de restul camarazilor. Membrii expediției se luptă apoi să traverseze tundra înghețată și întâlnesc în cele din urmă o familie de indigeni nanai care îi primește în casa lor, unde găsesc căldură și hrană. Expediția se termină a doua zi, iar Dersu refuză propunerea lui Arseniev de a merge la oraș, apoi se desparte de militari și se întoarce în sălbăticie.

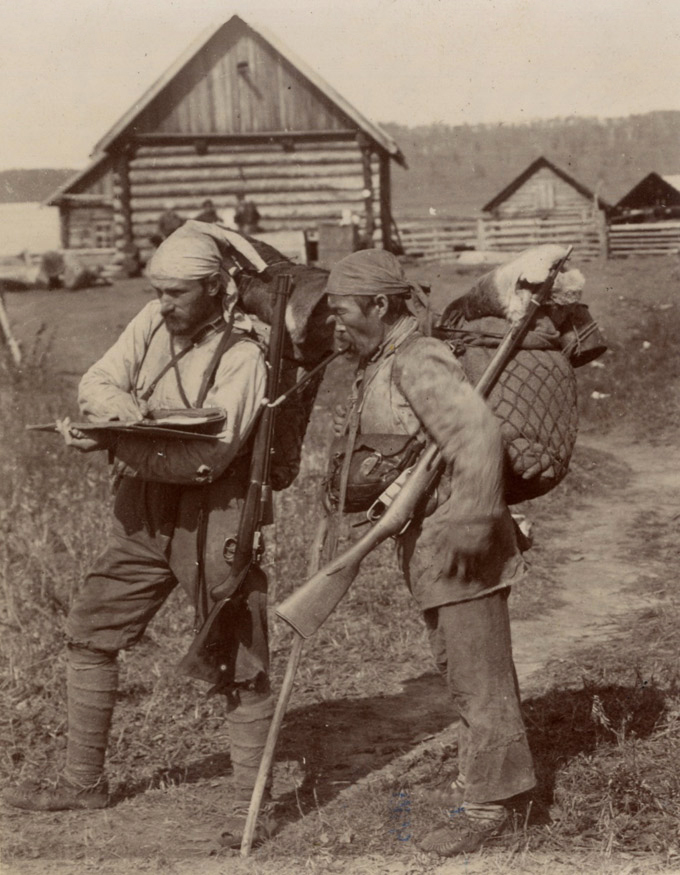
Căpitanul Arseniev și Dersu Uzala.

Cinci ani mai târziu, în 1907, Arseniev conduce o altă expediție topografică în regiunea Ussuri și cartografiază luni întregi lanțurile muntoase. Într-o seară unul dintre militari îi spune că a întâlnit în pădure un vânător bătrân, iar Arseniev pornește într-acolo și-l reîntâlnește pe Dersu. Bătrânul devine din nou călăuză a grupului și salvează pentru a doua oară viața căpitanului cu prilejul traversării unui râu învolburat, atunci când pluta pe care se aflau cei doi este luată de curent și dusă către un repeziș. Începe toamna, iar pentru un timp expediția decurge bine.
La un moment dat Dersu își dă seama că sunt urmăriți de un tigru siberian și, după ce încearcă în zadar să-l sperie pentru a se îndepărta, este nevoit să-l împuște. Uciderea tigrului este însă un sacrilegiu pentru poporul goldi, iar vânătorul crede că spiritul pădurii, Kanga, îl va pedepsi pentru ceea ce a făcut. Începând din acest moment, Arseniev asistă neputincios la transformarea comportamentului prietenului său. Dersu devine tot mai arțăgos și se distanțează de membrii expediției, iar pe măsură ce expediția se apropie de sfârșit observă că a început să-și piardă vederea, astfel încât nu mai este capabil să vâneze și prin urmare nu mai poate trăi singur în pădure.
Căpitanul Arseniev se oferă să-l găzduiască pe Dersu în casa familiei sale din orașul Habarovsk. În ciuda afecțiunii pe care i-o poartă familia Arseniev, vânătorul nu se poate adapta traiului în oraș și îl roagă pe căpitan să-l lase să se întoarcă în pădure. Arseniev îi oferă ca dar de despărțire o carabină nouă. Câtva timp mai târziu, căpitanul este anunțat printr-o telegramă că poliția descoperise trupul neînsuflețit al unui goldi bătrân în apropierea căii ferate transsiberiene, la vreo 20 de kilometri sud de Habarovsk, și este rugat să vină să-l identifice înainte de a fi îngropat. Arseniev se deplasează acolo și îl identifică pe bătrânul său prieten, care fusese ucis probabil de un bandit pentru a i se fura carabina.

## Distribuție
- Maksim Munzuk — călăuza goldi Dersu Uzala[1][3][49]
- Iuri Solomin — căpitanul Vladimir Arseniev[1][3][49]
- Svetlana Danilcenko — Anna Konstantinovna Arsenieva, soția lui Vladimir[1][3][49]
- Dmitri Korșikov — Vova Arseniev, fiul lui Vladimir[49][50]
- Vladimir Kremena — militarul cazac Turtîghin[3][49]
- Aleksandr Piatkov — militarul cazac Olentiev[1][49]
- Suimenkul Ciokmorov — Chan Bao, conducătorul echipei care luptă împotriva hunhuzilor[1][3][49]
- Daniil Netrebin — ofițerul de poliție[50]
- Nikolai Volkov — gropar[50]
- Mihail Bîcikov — membru al echipei lui Arseniev[49][50]
- Vladimir Hrulev[49][50]
- Igor Sîhra[50]
- Ianis Iakobsons[50]
- Vladimir Prihodko — soldat rus[50]
- Sovetbek Djumadîlov[50]
- Vladimir Sverba — militarul cazac Epov[50]
- Stanislav Marin[50]
- Tatiana Svercikova — fetiță[50]
- Dorji Sultimov (nemenționat)[50]
- Cimit Rincinov (nemenționat)[50]
- Sodnom Hajitov (nemenționat)[50]
- Lazar Cimitov (nemenționat)[50]
- tigrul Artiom[51]
- ursoaica Rita[51]
- căprioara Katia[51]

## Producție

### Problemele lui Kurosawa la începutul anilor 1970

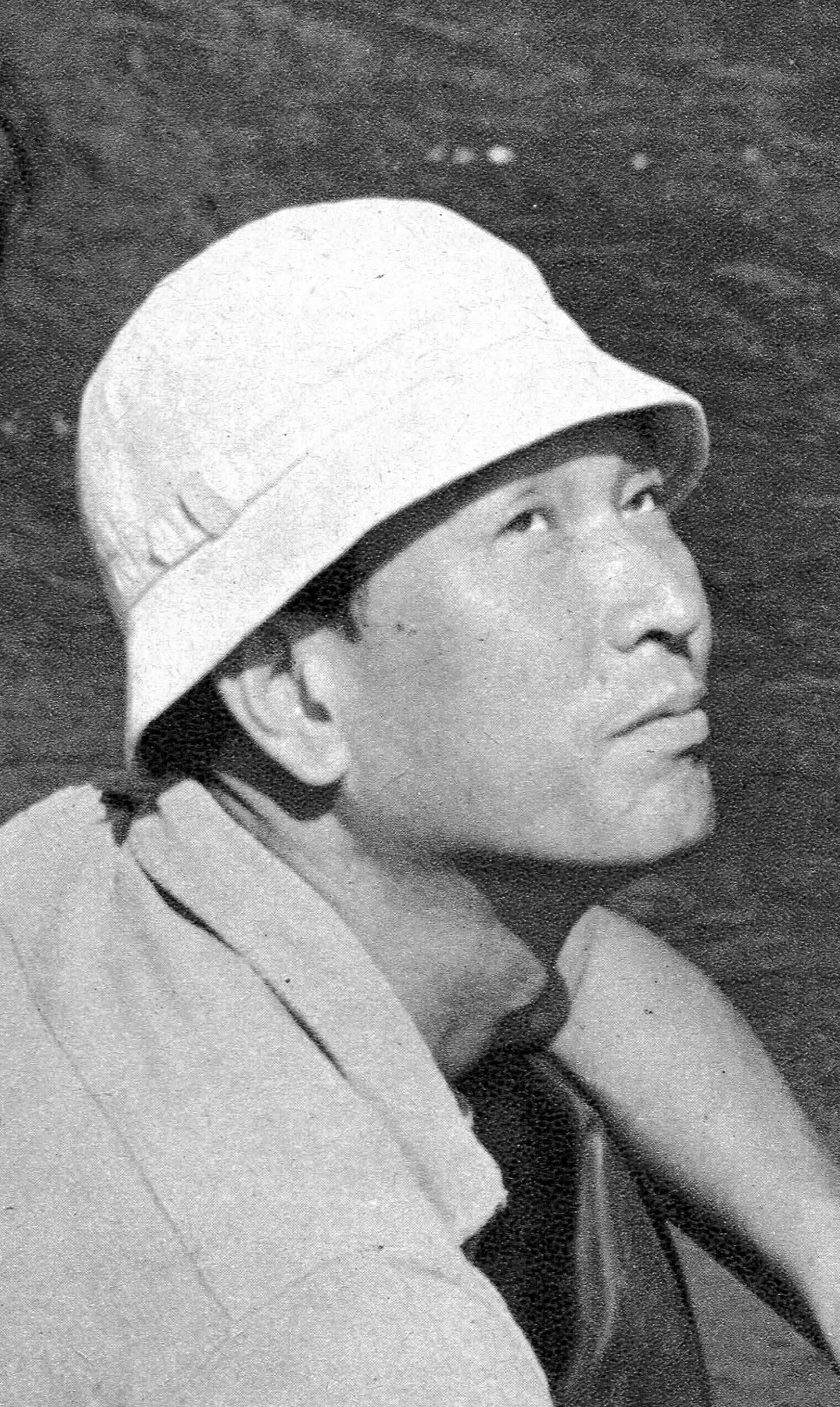
Akira Kurosawa pe platoul de filmare al filmului Cei șapte samurai. Fotografie din 1953.

La sfârșitul anilor 1960 industria cinematografică japoneză intrase într-o perioadă de declin: tânăra generație de spectatori prefera filmele americane, în timp ce spectatorii mai în vârstă nu mai mergeau la cinematograf și vizionau filmele prezentate la televizor. În aceste condiții, pe măsură televiziunile acaparau o tot mai mare influență, companiile de producție japoneze începeau să-și restrângă activitatea: Daiei (compania care a produs Rashomon) a intrat în faliment și și-a închis studioul, Nikkatsu a renunțat la filmele chambara și cu gangsteri și s-a orientat către filmele porno, Shochiku a efectuat restructurări masive și a rezistat ca urmare a succeselor înregistrate de seria de filme Tora-san a regizorului Yōji Yamada, în timp ce Toho a rezistat doar datorită filmelor cu buget redus care au acoperit pierderile produse de filmele scumpe ale companiei și s-a asociat cu Nikkatsu în producerea filmelor porno. Din această cauză, carierele unor regizori ca Hiroshi Inagaki, Senkichi Taniguchi, Shirō Toyoda și Ishirō Honda s-au încheiat. Inagaki se specializase în filme jidaigeki, iar Honda în filme fantastice cu monștri (seria Godzilla), ambele genuri de filme fiind foarte costisitoare, ca și filmele lui Kurosawa. În același timp, regizori ca Tonji Masuda și Kinji Fukasaku realizau filme mai puțin valoroase din punct de vedere artistic, dar care permiteau recuperarea investiției și obținerea unui profit.
Kurosawa a avut dificultăți să găsească finanțare pentru proiectele sale nu numai din cauza acuzațiilor de nerespectare a termenelor și bugetelor, ci și din cauza tinerilor regizori japonezi care-l considerau un regizor depășit, o relicvă a trecutului. Spre deosebire de confrații săi care au început să colaboreze cu televiziunile, el avea proiecte care depășeau posibilitățile financiare ale televiziunilor, iar subiectele pe care urmărea să le ecranizeze se pretau mai mult cinematografiei. Problemele cu Toho, principala companie de producție a filmelor sale, începuseră la momentul realizării filmului Barbă Roșie (1965): cele 50 de zile de filmare planificate s-au lungit până la 2 ani, făcând ca acel film să devină cea mai lungă producție japoneză de până atunci și una dintre cele mai scumpe. Reputația lui Kurosawa a ieșit șifonată: a fost acuzat că are un comportament „tiranic” și că nu respectă programele și bugetele de producție, ignorându-se perfecționismul său. Cariera lui Kurosawa se afla, prin urmare, într-un impas.
În iulie 1969, împreună cu regizorii japonezi Masaki Kobayashi, Kon Ichikawa și Keisuke Kinoshita, Kurosawa a înființat o companie de producție independentă, Yonki no Kai („Clubul celor patru cavaleri”). În cursul anului 1970 Kurosawa a acceptat să participe la realizarea porțiunii japoneze a filmului de război Tora! Tora! Tora!, dar a fost concediat din cauza neînțelegerilor artistice cu Darryl F. Zanuck, președintele companiei 20th Century Fox, în ceea ce privește ritmul și modul de producție.
Filmul Dodes'ka-den, produs de compania Yonki no Kai în 1970, a fost un eșec comercial, iar cineastul s-a aflat într-o perioadă grea a carierei sale. Decepționat, Akira Kurosawa a încercat să se sinucidă la 22 decembrie 1971, punând la îndoială capacitatea sa de creație, și a urmat o nouă perioadă de pauză de cinci ani în cariera artistică a regizorului. Tentativa de suicid, oricât ar părea de șocantă, era întâlnită în tradiția japoneză, iar artiștii o considerau adesea ca un răspuns la secătuirea puterii de creație; de altfel, unul dintre marii reprezentanți ai literaturii japoneze, romancierul Yasunari Kawabata (laureat al Premiului Nobel pentru Literatură), s-a sinucis în aprilie 1972. După încercarea de sinucidere, Kurosawa a aflat că suferea de ani de zile de calculi biliari și a fost operat, iar apoi a urmat un proces lent de recuperare spirituală, care i-a redat încrederea în propriile forțe creative. Oferta companiei Mosfilm de a-i finanța realizarea unui film în Uniunea Sovietică l-a salvat de lunga perioadă de inactivitate și i-a oferit șansa de a realiza un proiect mai vechi pe care fusese nevoit să-l abandoneze.

### Primele contacte cu studioul Mosfilm

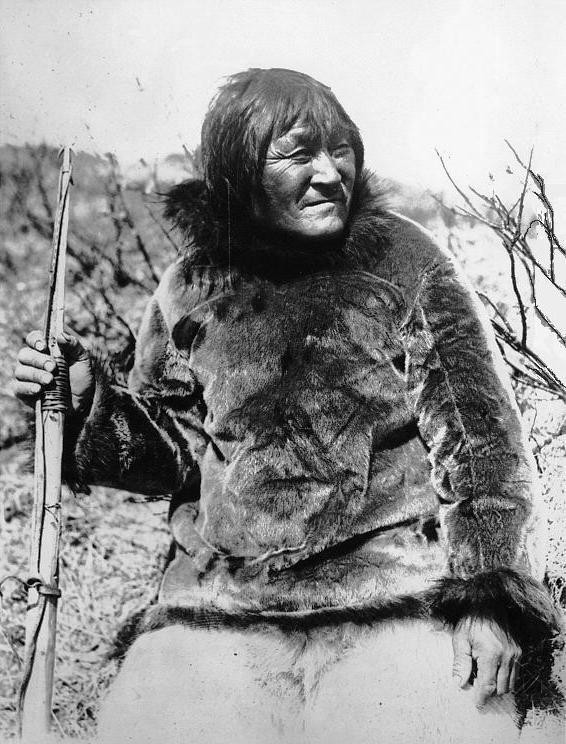
Nanook (Allakariallak), 1920

Primele discuții ale sovieticilor cu Akira Kurosawa cu privire la realizarea unui film în Uniunea Sovietică au avut loc în februarie 1971. În februarie 1971 regizorul sovietic Serghei Gherasimov, aflat atunci într-o vizită în Japonia, i-a propus lui Akira Kurosawa să realizeze un film în URSS. Au început o serie de negocieri serioase în acest sens. Nepotul cineastului, Mike Inoue, a primit un telefon de la Ambasada URSS din Tokyo, iar interlocutorul său, care vorbea fluent limba japoneză, i-a spus că filmele reprezintă principalul mijloc de divertisment în URSS, iar, datorită faptului că scenariștii și regizorii sovietici sunt foarte slabi, factorii de decizie din URSS au decis să-l roage pe Kurosawa să scrie scenariul unui film rusesc pe care apoi să-l regizeze. Cineastul japonez avea o pasiune pentru literatura rusă și mai ales pentru romanele lui Dostoievski și se gândea să ecranizeze un roman rusesc chiar înainte ca sovieticii să-l contacteze.
După o lungă perioadă de inactivitate, Kurosawa simțea nevoia să filmeze și a acceptat deci propunerea sovieticilor. Nu-l deranja să filmeze într-o țară străină, deoarece se considera un „cetățean global” care se exprima prin intermediul artei, și chiar a afirmat: „Dacă nu aș putea regiza în Japonia, de ce nu? Cinematografia este un limbaj internațional”. Cineastul a ales să ecranizeze povestea vânătorului goldi Dersu Uzala, care fusese prezentată de ofițerul rus Vladimir Arseniev în cărțile sale autobiografice. Arseniev a fost un ofițer și geograf al Armatei Imperiale Ruse care a efectuat între anii 1902 și 1907 mai multe expediții de explorare în regiunea Ussuri din Orientul Îndepărtat Rus pentru a cartografia acea zonă. Autobiografică în mare parte, cartea prezintă prietenia care se formează între ofițerul explorator și călăuza sa, un „om al pădurilor” care trăia în deplină comuniune cu natura. Kurosawa citise cartea lui Arseniev în anii 1940, când aceasta se afla într-un singur exemplar în toate bibliotecile din Japonia, iar Dersu Uzala i se păruse un personaj fascinant prin relația sa cu natura. Cineastul devenise interesat să realizeze o ecranizare a cărții încă de la începuturile carierei sale artistice, când era doar regizor asistent, și se gândea să abordeze materialul într-un mod asemănător cu cel din filmul documentar Nanook of the North (1922) al lui Robert J. Flaherty, în care un vânător inuit luptă pentru supraviețuire în regiunea arctică din nordul Canadei.
După încheierea filmului Idiotul (1951), inspirat din romanul omonim al lui Dostoievski, Kurosawa i-a cerut scenaristului Eijirō Hisaita să redacteze un scenariu, mutând acțiunea din Siberia în Japonia. Hisaita a scris un scenariu în care Dersu era transformat într-un indigen orok de pe insula Hokkaido la începutul erei Meiji, dar cineastul și-a dat seama că nu putea realiza filmul în Japonia, așa că proiectul a fost abandonat. Propunerea sovieticilor i-a oferit lui Kurosawa șansa să ecranizeze povestea lui Dersu Uzala așa cum își dorea el.
Anterior, în 1961, fusese realizată o primă ecranizare a cărții lui Arseniev în filmul Flăcări în taiga, regizat de regizorul sovietic de origine armeană Agasi Babaian. Un regizor sovietic îi spusese lui Kurosawa în 1971 că filmul lui Babaian era arid și greoi. Istoricul de film american Donald Richie menționa în cartea The Films of Akira Kurosawa că Akira Kurosawa a numit, la rândul său, creația artistică a lui Babaian un film de televiziune fără prea mare rezonanță și o considera a fi doar o poveste de aventuri superficială care nu scotea în evidență calitățile morale ale personajului principal.
Invitația oficială a sovieticilor a fost materializată în cursul anului 1972, atunci când Uniunea Cineaștilor din URSS (condusă în acea vreme de Lev Kulidjanov) i-a trimis o scrisoare lui Yōichi Matsue, producătorul filmului Dodes'ka-den, prin care studioul Mosfilm își exprima disponibilitatea de a realiza o adaptare sovieto-japoneză, în regia lui Akira Kurosawa, a cărții de memorii Dersu Uzala a lui Vladimir Arseniev. În perioada Anului Nou (1973) producătorul Matsue și scenarista asistentă Teruyo Nogami, colaboratoarea pe partea scenaristică a lui Kurosawa, au călătorit la Moscova, unde au negociat acordul de producție. Producătorii sovietici au sugerat ca rolul lui Dersu Uzala să fie interpretat de Toshirō Mifune, gândind că reunirea lui Kurosawa cu Mifune va produce o mare impresie pe plan internațional. Matsue i-a convins pe producătorii sovietici să renunțe deoarece Mifune nu ar fi fost dispus să joace într-un film cu o perioadă de producție atât de îndelungată.
În 14 martie 1973 a fost semnat un contract între studioul Mosfilm și Kurosawa. Compania Toho a refuzat să se implice în acest proiect, dar Nippon Herald Films Inc. a acceptat să investească bani în schimbul obținerii drepturilor de distribuție a filmului în Japonia. Producătorii filmului au fost Nikolai Sizov (Mosfilm) și Yoichi Matsue (Atelier-41). Conform contractului, Kurosawa avea control creativ complet asupra filmului pe care urma să-l filmeze pe o peliculă cu lățimea de 70 mm. Sovieticii aveau, se pare, un interes mai mult politic decât artistic, încercând prin acest film să îmbunătățească relațiile sovieto-japoneze, să atragă investiții japoneze și, în același timp, să-și afirme suveranitatea asupra regiunii Ussuri. Astfel, potrivit publicistului naționalist rus Egor Holmogorov, filmul Vânătorul din taiga a devenit un răspuns asimetric ruso-japonez la alianța chino-americană, creată în 1972.

### Scenariul

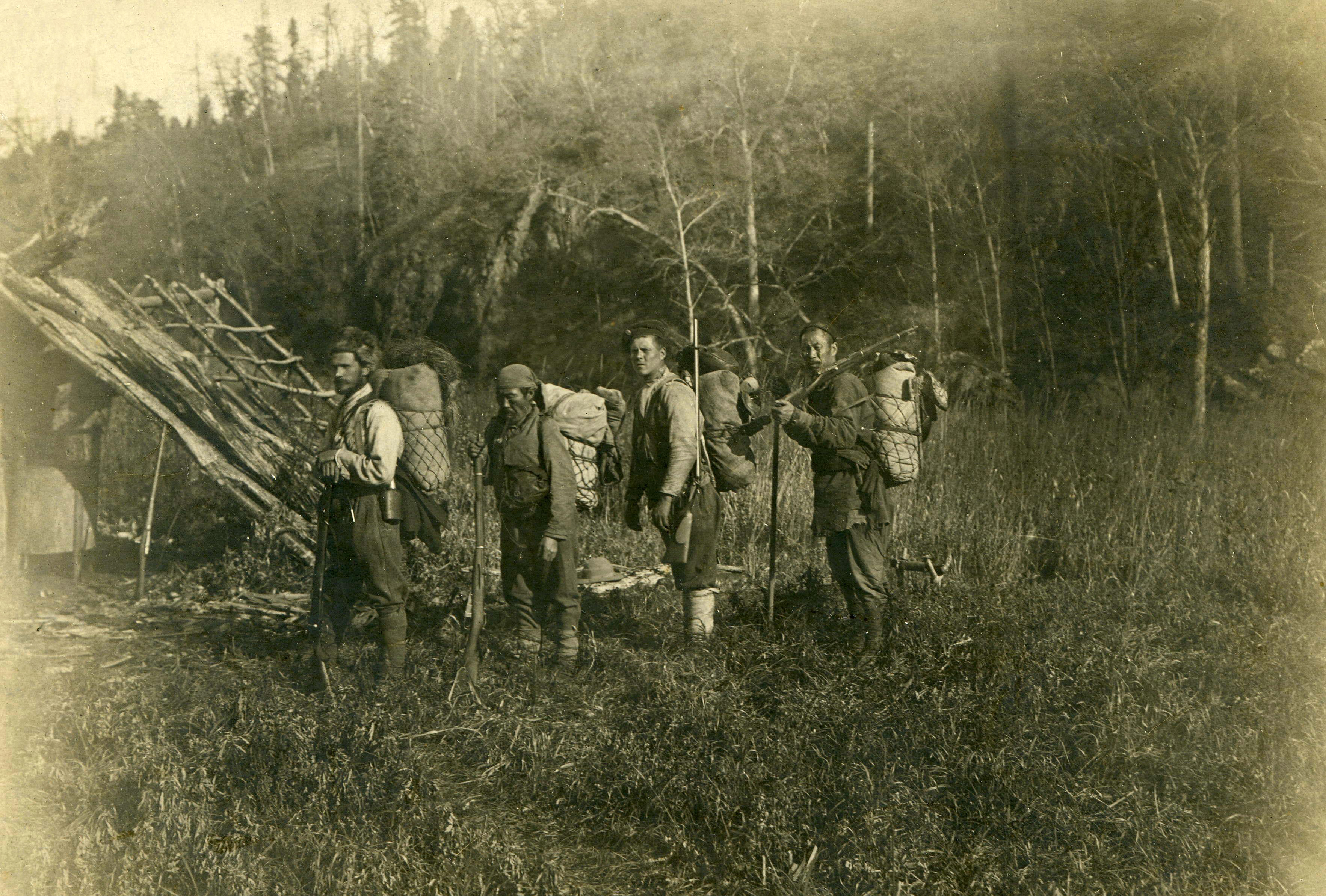
Vladimir Arseniev, Dersu Uzala, soldatul Fokin și Chan Bao (de la stânga la dreapta) într-o drumeție de-a lungul bazinului râului Takema. Fotografie din expediția din 1907.

Akira Kurosawa a călătorit în Uniunea Sovietică cu o dorință aproape disperată de a face un nou film după o perioadă de pauză, iar din acest motiv era dispus să înfrunte vitregiile iernii siberiene și să lucreze cu o echipă tehnică și cu un colectiv de actori care nu vorbeau japoneza. Cineastul i-a luat cu el pe scenarista asistentă Teruyo Nogami, cu care colabora de multă vreme, și pe operatorul Asakazu Nakai, cu care lucra de aproape 30 de ani și cu care a colaborat la realizarea unor filme cu o durată lungă de producție precum Cei șapte samurai și Barbă Roșie. Astfel, din cei 100 de membri ai echipei de producție a filmului doar șase erau japonezi: Kurosawa, producătorul Matsue, scenarista asistentă Nogami, operatorul Nakai, regizorul asistent Takashi Koizumi etc.
Scenariul filmului a fost scris de Kurosawa, în colaborare cu prozatorul Iuri Naghibin (1920–1994), după două cărți ale lui Vladimir Arseniev: Prin Ținutul Ussuri (1921; По Уссурийскому краю. Путешествие в горную область Сихотэ-Алинь) și Dersu Uzala (1923; Дерсу́ Узала́. Из воспоминаний о путешествии по Уссурийскому краю в 1907 году). Naghibin era un scenarist sovietic prolific, iar scenariile sale, care aveau adesea o orientare ideologică comunistă, erau adaptări ale scrierilor sale (unele inspirate din viețile unor compozitori ruși precum Ceaikovski și Rahmaninov) sau povești petrecute în Rusia contemporană. Cei doi scenariști au analizat proiectul inițial al lui Kurosawa în cursul anilor și au eliminat multe din ideile existențiale cu privire la viață și la moarte ce-l bântuiau pe Dersu, care proveneau, potrivit criticului Peter B. High, din perioada când cineastul japonez suferea de depresie. Aceste gânduri negre ale lui Dersu ar fi dat filmului un aspect mohorât, afirma istoricul de film Stuart Galbraith IV.
La fel ca mulți artiști japonezi, Kurosawa avea o mare sensibilitate față de frumusețea naturii. În perioada tinereții, potrivit propriilor mărturisiri, el nu înțelegea prea bine comportamentul oamenilor din romanele pe care le citea, dar era întotdeauna captivat de descrierea peisajelor naturale, pe care obișnuia să le recitească. Influența acestor descrieri se regăsește în creația sa. În plus, Kurosawa acorda o mare atenție relației omului cu natura și considera că cinematografia poate contribui la înțelegerea importanței naturii și a necesității salvării ei: „Omul trebuie să trăiască în armonie cu natura. Distrugerea acesteia duce și umanitatea la dispariție. La noi, mările și florile Japoniei sînt otrăvite. Aceasta, consider eu, e una din problemele grave pe care cinematograful merită să le dezbată. [...] Cred că cinematograful poate să contribuie mult la atitudinea omului față de natură. Cinematograful trebuie să lupte pentru a salva natura și, o dată cu ea, umanitatea”.
Filmul are o structură circulară, începând și încheindu-se cu imaginea locului unde ar trebui să fie mormântul lui Dersu Uzala, personajul pe care Kurosawa a vrut cu disperare să-l arate publicului. Narațiunea este împărțită în două secțiuni majore care prezintă expedițiile pe care Arseniev le conduce în regiunea Ussuri în anul 1902 și în anul 1907, încadrate de un prolog și un epilog a căror acțiune are loc în 1910 și care surprind invadarea pădurii de către om.

### Atribuirea rolurilor principale
Rolul căpitanului Arseniev a fost atribuit în vara anului 1973 actorului rus Iuri Solomin (1935–2024), originar din orașul siberian Cita, care lucra ca actor la Teatrul Mic din Moscova și jucase de la mijlocul anilor 1960 în mai multe filme de televiziune. Cineastul japonez îl văzuse în filmul Adjutantul excelenței sale (în rusă Адъютант его превосходительства), în care actorul jucase rolul căpitanului sovietic Pavel Kolțov, un agent secret al CEKA în Armata Voluntarilor. Calitățile lui Solomin (marele talent artistic și inteligența) l-a făcut pe Kurosawa să-l considere potrivit pentru rolul unui militar cu o educație de om de știință.
Interpretul celuilalt personaj principal, Dersu Uzala, a fost stabilit mai târziu. A circulat în acea vreme zvonul că Toshirō Mifune, colaboratorul frecvent al lui Kurosawa, ar fi urmat să interpreteze rolul lui Dersu, zvon promovat de biroul de la Moscova al revistei Variety și confirmat de Teruyo Nogami. Kurosawa i-ar fi propus vechiului său colaborator să joace în Vânătorul din taiga, a susținut Shirō, fiul actorului, dar în acea perioadă Mifune apărea frecvent la televiziunea japoneză pentru a reuși să acopere datoriile companiei sale de producție și nu ar fi fost dispus să stea mai mult de un an în Siberia. Cu toate acestea, Miki Inoue, nepotul lui Kurosawa, a negat existența unei discuții cu privire la cooptarea lui Mifune în distribuția filmului, afirmând că niciun actor japonez nu a fost invitat să joace în acea producție rusească.
Alegerea interpretului a fost mai greoaie, deoarece cineastul a trebuit să examineze cu atenție fotografiile a 20 de actori sovietici originari din Asia Centrală. Au concurat pentru acest rol cântărețul nanai Kola Beldî, interpretul hiturilor „Увезу тебя я в тундру” („Am să te duc în tundră”) și „А олени лучше” („Dar cerbii sunt mai buni”), și dansatorul buriat Țîden Badmaev. Kurosawa i-a oferit în cele din urmă rolul Dersu Uzala actorului tuvan Maksim Munzuk (1910–1999), artist emerit al Republicii Socialiste Federative Sovietice Ruse și actor al poporului din Republica Autonomă Sovietică Tuva, pe care l-a apreciat „nu ca actor, ci ca om, al cărui temperament și stil de viață sunt foarte apropiate de cele ale lui Dersu. Îi plac, de asemenea, munții, pădurea și vânătoarea”. Au existat unele nemulțumiri că actorul nu semăna fizic cu Dersu: era supraponderal, cu fața lată și avea picioare groase, dar decizia lui Kurosawa a fost totuși acceptată. Niciunul dintre cei doi interpreți principali nu era cunoscut la acea vreme în afara Uniunii Sovietice.
Soția lui Arseniev a fost interpretată de Svetlana Danilcenko, iar chinezul Chan Bao cu care Arseniev a luptat împotriva hunhuzilor de actorul kirghiz Suimenkul Ciokmorov. Un rol mic al unuia dintre soldații detașamentului lui Arseniev a fost jucat de Vladimir Serghiakov, care era atunci student la Institutul de Arte din Extremul Orient și a devenit mai târziu actor la Teatrul regional „Maxim Gorki” din Vladivostok și artist al poporului din Federația Rusă. Membrii cei mai neobișnuiți ai echipei de filmare au fost tânărul tigru Artiom (căruia i se schimbau dinții), ursoaica Rita, căprioara Katia și mistreții aduși din satul Mihailovka și vopsiți în negru.

### Filmare

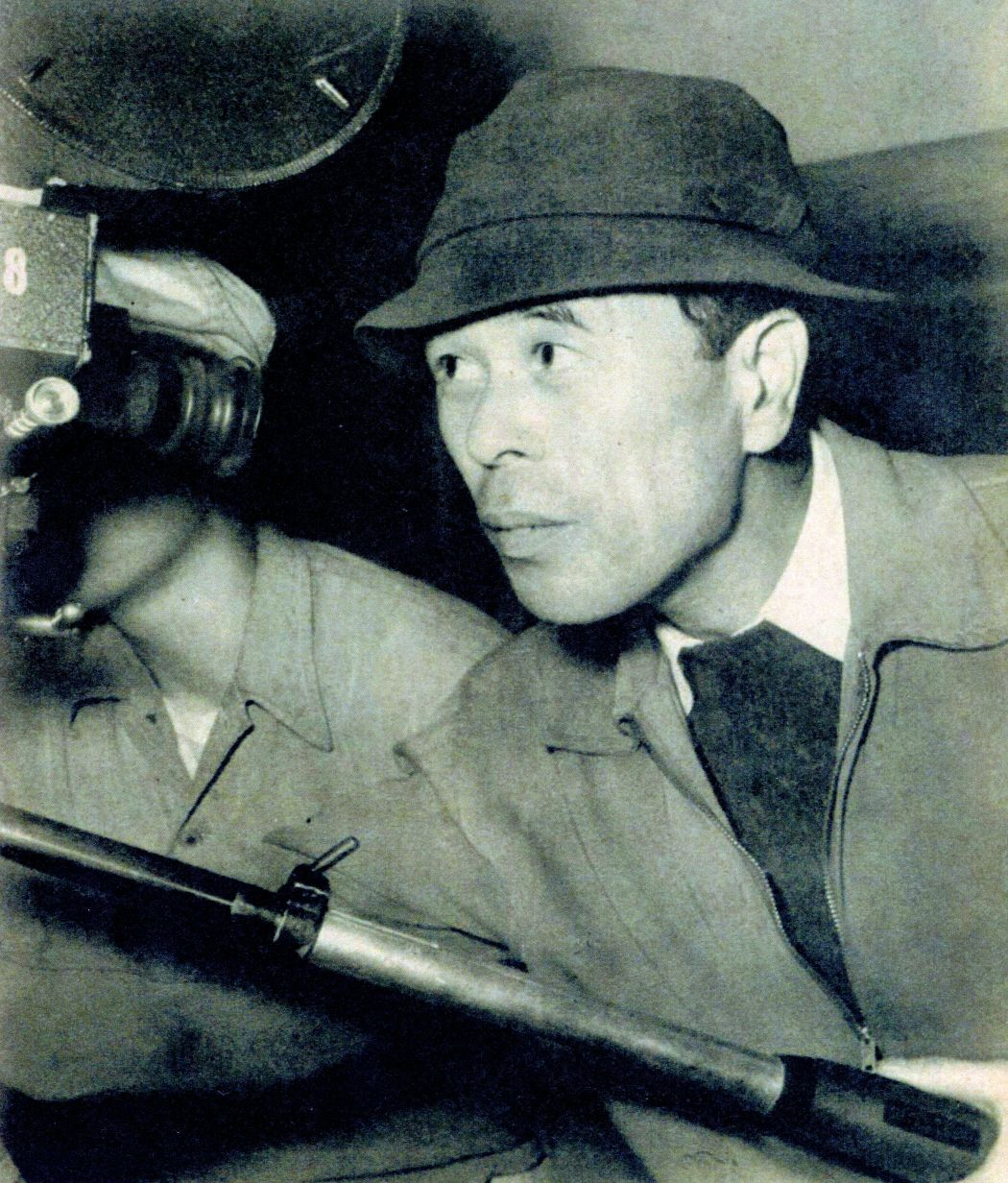
Asakazu Nakai, operatorul japonez al filmului. Fotografie din 1952.

Cineastul japonez a rămas în Rusia până la începerea filmărilor, pregătind producția filmului. A participat la petrecerea de Anul Nou organizată de Uniunea Cineaștilor Sovietici, unde s-a simțit foarte bine și și-a adus aminte de vremurile bune ale industriei cinematografice japoneze.
Echipa de filmare s-a deplasat în orașul Arseniev din ținutul Primorie, unde și-a stabilit tabăra de lucru. Actorii au fost cazați în Hotelul Taejnaia, în care au fost organizate periodic întâlniri ale artiștilor cu localnicii. Filmarea coproducției sovieto-japoneze a fost un eveniment important în istoria orașului: autoritățile orășenești au considerat ajutorul acordat companiei Mosfilm ca o sarcină de stat, iar unitățile locale au contribuit fiecare cu produse sau cu mijloace de transport.
Filmările au început în februarie 1974 și s-au desfășurat până în ianuarie 1975, având loc în condiții climaterice foarte aspre. S-a filmat în principal în aer liber în raioanele Anucino și Iakovlevka din ținutul Primorie (Siberia), precum și în zonele împădurite din împrejurimile Moscovei (pe teritoriul fostului sat Volînskoe⁠(ru)[traduceți], inclus acum în raioanele Oceakovo-Matveevskoe și Fili-Davîdkovo ale districtului administrativ vestic⁠(en)[traduceți] al orașului federal Moscova). Traversarea apei a fost filmată pe cursul râului Avvakumovka din raionul Olga.
Realizarea unui film de o asemenea complexitate a fost foarte dificilă, iar Kurosawa a descris mai târziu filmarea în URSS ca „relocarea unui somon japonez într-un râu rusesc”. De obicei tăcut și absorbit în gândurile sale, cineastul avea momente când se ridica nervos de pe scaun și se apropia de cameră, adresându-se cu o voce ridicată actorilor și asistenților săi. Comportamentul cineastului a fost la fel de scrupulos ca în cazul filmelor realizate în Japonia. Actorii au purtat mustăți și bărbi adevărate și au purtat îmbrăcămintea până când a căpătat aspectul uzat dorit de cineast. Până și curelele de la rucsacurile soldaților au fost șlefuite cu șmirghel încât să capete un aspect natural. Kurosawa a cerut curățarea unui desiș și așezarea unei pietre mari în albia râului, astfel încât apa să curgă într-un anumit mod. Filmarea secvențelor în care apărea tigrul a fost dificilă și a necesitat multe duble până când animalul a stat cum trebuie în cadru și a sărit în direcția corectă. Ceața a fost creată cu ajutorul fumului, ceea ce a cauzat asfixierea albinelor unei ferme de stat din raionul Anucino.
Operatorii filmului au fost japonezul Asakazu Nakai și rușii Iuri Gantman și Fiodor Dobronravov, care au folosit camere de filmat Sovscope 70 și au filmat pe peliculă lată de 70 mm. Cei doi operatori ruși au învățat tehnici noi de filmare de la veteranul Nakai, care era considerat o „legendă vie”, la fel ca și Kurosawa. Camerele de filmat folosite aveau lentile anamorfice pentru a capta cadre largi ale munților, apelor și pădurilor, surprinzând astfel frumusețea peisajului natural, dar și izolarea omului în imensitatea naturii. Uneori au fost folosite teleobiective ca în secvența în care Dersu și Arseniev se apropie de un tigru sau în secvența în care cei doi sunt surprinși de viscol în mijlocul unui câmp înghețat pustiu. Cadrele filmate sunt lungi, iar tăieturile de montaj sunt destul de rare. Camera se rotește doar pentru a urmări personajele, surprinzând rareori cadre dinamice precum în secvența în care Arseniev și militarii ruși aleargă pe malul râului pentru a-l salva pe Dersu, care fusese izolat pe o plută. Perspectiva cineastului este una observativă și nu participativă, acțiunea fiind urmărită de la distanță pentru a fi ferită de orice fel de intervenție.
Kurosawa a colaborat bine cu echipa tehnică sovietică, iar membrii acesteia au profitat de prezența cineastului japonez pentru a învăța tehnici noi. Scenarista asistentă Teruyo Nogami, colaboratoarea de multă vreme a lui Kurosawa, a avut o contribuție atât de valoroasă că regizorul a dispus trecerea ei pe generic cu titlul de regizor asociat, alături de Vladimir Vasiliev.
Temperaturile scăzute (care ajungeau în Siberia la –40 °C) au afectat sănătatea lui Kurosawa și a operatorului Nakai, care aveau amândoi peste 60 de ani. Kurosawa a fost răcit de două ori în timpul filmărilor și a suferit degerături la picioare, iar efectele lor l-au chinuit timp de câțiva ani după încheierea filmului. Pe de altă parte, Nakai a suferit de pe urma constipației.

### Postproducție
Cineastul japonez s-a gândit inițial ca muzica filmului să fie scrisă de Masaru Satō, vechiul său colaborator, dar a înțeles necesitatea alegerii unui regizor rus. După vizionarea mai multor filme sovietice și purtarea unor discuții cu șase compozitori, l-a ales pe Isaak Șvarț, care a compus o muzică atât intimă, cât și pe alocuri tristă.
Odată finalizat filmul, a avut loc montarea acestuia în studiourile Mosfilm de la Moscova în primăvara anului 1975. Kurosawa a colaborat cu Liudmila Feighinova, editoarea obișnuită a filmelor lui Andrei Tarkovski (Copilăria lui Ivan, Andrei Rubliov, Solaris, Oglinda), la tăierea și combinarea cadrelor filmate. Lungimea peliculei este de 3.900 m. Primul film realizat de Kurosawa în afara Japoniei a fost finalizat după 18 luni de la începerea filmărilor. Costul realizării filmului a fost estimat la 4 milioane de dolari, deși valoarea exactă nu poate fi cunoscută din cauza metodelor contabile sovietice mult diferite de standardele contabile occidentale.

## Lansare și recepție

### URSS și Japonia
În primăvara anului 1975, când filmul se afla în faza de postproducție la studioul Mosfilm din Moscova, producătorul Matsue a realizat un aranjament care să contribuie la publicitatea filmului în Japonia și l-a trimis pe Toshirō Mifune să-i ia un interviu lui Kurosawa pentru o emisiune de televiziune intitulată „Regizorul de film Akira Kurosawa”. Interviul a decurs într-un mod tensionat și straniu, considera Teruyo Nogami, iar gesturile celor doi păreau niște gesturi de adio.
Vânătorul din taiga a fost vizionat pentru prima dată în iulie 1975 la Festivalul Internațional de Film de la Moscova, unde a câștigat marele premiu, Premiul de Aur, împreună cu C'eravamo tanto amati al lui Ettore Scola și cu Pământul făgăduinței al lui Andrzej Wajda. Lansarea filmului în Uniunea Sovietică a avut loc la 5 ianuarie 1976. Versiunea pe peliculă de 70 mm a fost vizionată în Uniunea Sovietică de 20,4 milioane de spectatori până la sfârșitul anului 1976, iar versiunea pe peliculă de 35 mm, lansată în anul următor pentru cinematografele din localitățile mici, a avut parte chiar de mai multe vizionări.
Premiera filmului în Japonia a avut loc la 2 august 1975, iar Vânătorul din taiga a avut mult mai mult succes decât predecesorul Dodes'ka-den (1970). Recenziile critice au fost totuși mixte, iar revista Kinema Junpō a acordat premiul pentru cel mai bun film străin producției americane Harry and Tonto (1974); Vânătorul din taiga s-a clasat abia pe locul 5 în topul celor mai bune filme străine ale anului 1975 alcătuit de aceeași revistă.
În ciuda succesului obținut cu acest film, compania de producție fondată de Kurosawa a dat faliment, iar compania Toho, aflată în declin, nu și-a manifestat intenția de a finanța un nou proiect ambițios al regizorului. Regizorul a lucrat șase luni la scrierea unei versiuni a scenariului viitorului film Ran, pe care a finalizat-o la 19 martie 1976, și, negăsind finanțare de la nicio companie japoneză, s-a gândit să-și realizeze filmul în Statele Unite ale Americii, Anglia, Franța, Italia sau Iugoslavia. Cu toate acestea, în următorii cinci ani cineastul japonez nu a mai realizat niciun film, deoarece condițiile de lucru din Japonia se deterioraseră, iar unele companii de producție (Daiei, Shintoho) dăduseră faliment, în timp ce altele (Nikkatsu, Toho, Shochiku și Toei) își reduseseră considerabil activitatea și nu mai finanțau filme cu buget mare cum erau cele ale lui Kurosawa.

### Statele Unite ale Americii
Prima vizionare a Vânătorului din taiga în Statele Unite ale Americii a avut loc la 8 februarie 1976 la Samuel Goldwyn Theater din Beverly Hills, înaintea lansării oficiale, cu scopul de a putea intra în competiția pentru Premiul Oscar pentru cel mai bun film străin. Versiunea prezentată acolo avea, potrivit programului Academiei Americane de Film, o durată de 165 de minute fără a se ști dacă era vorba de o variantă netăiată mai lungă, o variantă ce conținea un antract sau o greșeală de tipar. Șapte săptămâni mai târziu, pe 29 martie 1976, Vânătorul din taiga a câștigat premiul Oscar pentru cel mai bun film străin. Deoarece filmul lui Kurosawa era considerat un film sovietic, el a intrat în competiție cu filmul japonez Sandakan No. 8 al lui Kei Kumai. Într-un interviu acordat ulterior la Tokyo corespondentului agenției Associated Press, Naoaki Usui, Kurosawa își exprima regretul că nu a câștigat Premiul Oscar cu un film japonez, plângându-se că producătorii japonezi nu sunt dornici să investească sume mari de bani pentru producerea unui film. În același timp, cineastul își exprima recunoștința față de autoritățile sovietice care au fost generoase și l-au sprijinit să-și realizeze filmul și simțea că prin acest premiu le-a răsplătit ajutorul oferit. „Apelul pe care am vrut să-l fac în acest film era pentru conservarea naturii, ceea ce este o preocupare mondială în ziua de azi, și cred că de aceea Vânătorul din taiga a câștigat premiul”, mărturisea Kurosawa.
Filmul a fost prezentat apoi pe 30 martie 1976 la Expoziția Filmului Internațional de la Los Angeles (Filmex) și pe 5 octombrie 1976 la Festivalul de Film de la New York, atrăgând elogii din partea criticilor (precum Todd McCarthy de la The Hollywood Reporter) care l-au considerat opera unui cineast matur și plin de resurse și l-au comparat cu cele mai bune creații ale lui David Lean. Drepturile de difuzare ale filmului în SUA au fost achiziționate de compania americană Churchill Coal Corporation, care urmărea să evite astfel plata unor impozite, dar legea fiscală s-a schimbat brusc și în septembrie 1976 compania sus-menționată a cedat acele drepturi lui Roger Corman, regizor de filme cu buget redus și fondator al companiei de producție și distribuție New World Pictures. Difuzarea filmului urma să înceapă în ianuarie 1977, dar compania sovietică Soveksportfilm a cerut mai mulți bani și lansarea filmului a fost amânată.
În cele din urmă, Vânătorul din taiga a fost lansat oficial în SUA pe 20 decembrie 1977, fiind distribuit acolo de New World Pictures, Inc., în asociere cu Soveksportfilm, Gerald J. Rappaport și Satra Films și Special Projects Corporation. Versiunea americană, cu o durată de 141 de minute și subtitrată în limba engleză, a fost convertită pe peliculă de 35 mm și avea sunet monofonic. Această transformare tehnică a făcut ca imaginile să-și piardă claritatea și să devină întunecate, diminuând considerabil impactul vizual al filmului după cum a observat criticul Kevin Thomas de la Los Angeles Times. Recenziile criticilor au fost, prin urmare, mixte: au fost evidențiate evocarea maiestuoasă a naturii (asemănătoare cu cea din filmul Jeremiah Johnson) și carisma personajului Dersu Uzala, în timp ce povestea a fost considerată simplă și prea sentimentală, iar personajele schematice. Valoarea filmului ar fi, în opinia criticului britanic Tom Milne, regia în stil fordian a lui Kurosawa care permite, prin tonurile sale elegiace, evidențierea calităților umane ale lui Dersu Uzala.

### Europa
Lansarea filmului în Europa a fost marcată de scandaluri. Versiunea prezentată presei italiene în noiembrie 1976 la Roma a fost modificată drastic de compania de distribuție italiană EVI cu aprobarea companiei Soveksportfilm, care ar fi spus că Akira Kurosawa era de acord. La solicitarea companiei EVI, regizorul Giuseppe Bertolucci (fratele mai mic al lui Bernardo) și editorul Franco Arcalli (care a colaborat cu Michelangelo Antonioni și cu Bernardo Bertolucci și a fost coscenarist și editor al filmului epic 1900) au montat o versiune mai scurtă de 2 ore, în care muzica rusească a fost înlocuită cu muzică italiană. S-a iscat un scandal în presa italiană, iar Kurosawa a vizionat în noaptea următoare la Milano o copie a acestei versiuni și s-a îngrozit când a văzut cum a fost masacrat filmul. Într-o conferință de presă susținută în fața presei italiene, în prezența coscenaristului Naghibin, cineastul japonez a afirmat că „versiunea italiană dovedește o lipsă de înțelegere a filmului rusesc și o lipsă de simpatie față de acest mare erou sovietic”. În cele din urmă, părțile implicate în conflict s-au înțeles, iar filmul lui Kurosawa a fost difuzat în versiunea completă.
Vânătorul din taiga a fost lansat în mai multe țări din Europa: Danemarca (15 martie 1976), Finlanda (19 martie 1976), Iugoslavia (31 martie 1976), Portugalia (4 septembrie 1976), Ungaria (16 septembrie 1976), Suedia (25 octombrie 1976), Spania (28 octombrie 1976), Republica Democrată Germană (29 octombrie 1976), Polonia (7 noiembrie 1976), Republica Federală Germania (12 noiembrie 1976), Franța (22 decembrie 1976), Belgia (20 ianuarie 1977) și Italia (20 ianuarie 1977).
Premiera filmului în România a avut loc în aprilie 1976, iar filmul a rulat în perioada următoare în unele cinematografe bucureștene precum Lira (aprilie 1976), Dacia (aprilie 1976), Arta (mai 1976) și Munca (mai 1976).

## Acuzațiile formulate de chinezi

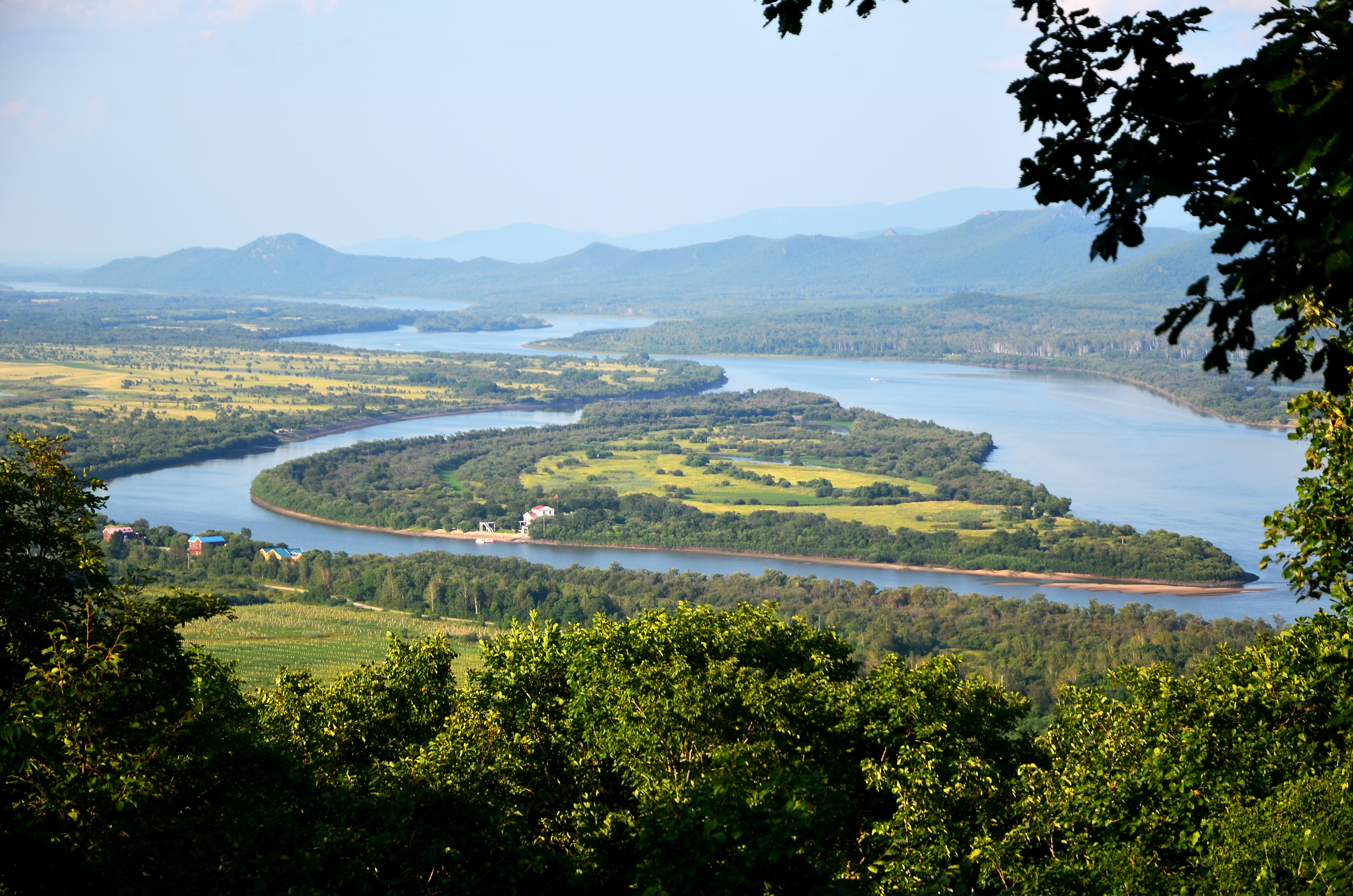
Insula Zhenbao de pe râul Ussuri, aflată la granița ruso-chineză, a fost obiectul conflictului de frontieră din martie 1969.

În cursul timpului au existat numeroase conflicte între China și Rusia (Uniunea Sovietică) din mai multe cauze: neînțelegeri în ceea ce privește delimitarea frontierei, ideologii politice diferite ale statelor și diferențe culturale între cele două popoare vecine. După Conflictul de frontieră chino-sovietic din martie 1969, produs în vecinătatea insulei Zhenbao (în chineză: 珍宝岛, în rusă Остров Даманский) de pe râul Ussuri, guvernele sovietic și chinez s-au considerat reciproc ca dușmane de moarte. Organele de propagandă politică ale ambelor țări au abandonat discuțiile politice anterioare și fiecare dintre ele a început să atace verbal țara inamică. Operele literare și cinematografice create în această perioadă au avut un rol special în acest conflict politic. Din 1970 până în 1990 cărțile lui Arseniev au fost traduse în limba chineză de două ori, iar chinezii le-au perceput ca scrieri dușmănoase.
Situația complicată a Chinei din acea vreme (instabilitatea politică, criza economică internă și Revoluția Culturală) a influențat negativ percepția autorităților chineze, care au descoperit o componentă antichineză unor creații cinematografice precum filmul documentar China (1972) al regizorului italian Michelangelo Antonioni, comedia Les chinois à Paris (1974) a cineastului francez Jean Yanne și coproducția Vânătorul din taiga (1975) a regizorului japonez Akira Kurosawa. În acest context politic, studiul cinematografic central al Chinei a realizat mai multe filme documentare și filme de spionaj cu scop propagandistic antisovietic, în care prezentau relațiile chino-sovietice din propriul punct de vedere.
După completarea sa de către Kurosawa și Naghibin, scenariul filmului a fost tradus și publicat în Japonia la 7 mai 1974, iar Societatea Japoneză de Cercetare „Dersu Uzala” a ripostat printr-un articol intitulat „Răul produs de filmul sovietic Dersu Uzala, o evidentă conspirație internațională antichineză care se folosește de Akira Kurosawa”, apărut la 23 septembrie 1974 în revista Japonia și China. Autorul acelui articol pretindea că filmul lui Kurosawa este un film politic cu un conținut antichinez, care încerca să creeze o reacție ostilă a spectatorilor față de chinezi. Se susținea că scenariul a denaturat conținutul cărții prin următoarele aspecte: modificarea intenționată a denumirilor geografice chinezești, excluderea în mod deliberat din film a personajelor de origine chineză pentru a sublinia faptul că acea regiune aparține Rusiei, eliminarea presupunerii că Dersu Uzala a fost ucis probabil de un rus și ignorarea informațiilor despre influența chineză în Orientul Îndepărtat. Un al doilea articol intitulat „A doua discuție asupra filmului sovietic Dersu Uzala”, publicat în aceeași revistă la 17 februarie 1975, susținea că Vânătorul din taiga era un film complet sovietic prin care sovieticii urmăreau să-i atragă pe japonezi într-o alianță militară antichineză.
Alte articole care acuzau Vânătorul de taiga ca fiind un film antichinez au apărut în ziarul Ta Kung Pao din Hong Kong („Kurosawa Akira, Uniunea Sovietică: un film antichinez”, 24 septembrie 1974) și în revista japoneză Comerțul internațional („O calomnie pură la adresa Chinei - filmul sovietic Dersu Uzala dă startul unei campanii de propagandă”, 19 octombrie 1974; articol reprodus în ziarul Ta Kung Pao din Hong Kong la 2 decembrie 1974). Autorii tuturor acestor articole critice au rămas necunoscuți până în prezent, ca și membrii Societății Japoneze de Cercetare „Dersu Uzala” și ai Cercului Critic Japonez „Dersu Uzala”. Folosirea unor expresii ca „revizionismul sovietic” și „imperialismul sovietic” și a unor citate din Marx, Engels și Lenin lasă impresia că cele două asociații erau organizații pentru promovarea intereselor Chinei în Japonia.

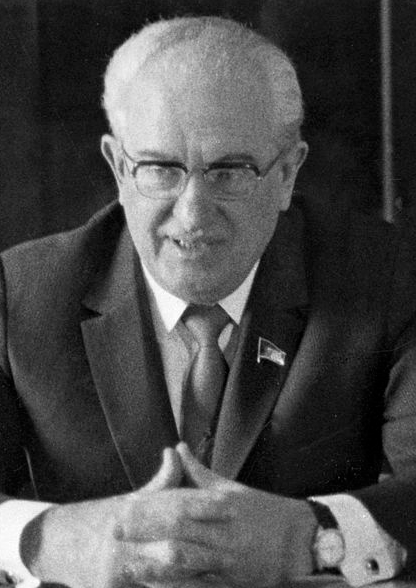
Iuri Andropov, președintele KGB, a evidențiat reacția ostilă a autorităților chineze față de filmul Vânătorul din taiga.

Filmul sovieto-japonez Vânătorul din taiga a provocat reacția ostilă a instituțiilor educaționale și culturale din Republica Populară Chineză, după cum preciza Iuri Andropov, președintele Comitetului Securității de Stat al URSS (KGB), într-o scrisoare trimisă Comitetului Central al Partidului Comunist al Uniunii Sovietice la 20 decembrie 1974. Pe măsură ce realizarea filmului lui Kurosawa se apropia de sfârșit, oficialii chinezi au pretins că Vânătorul din taiga „întețește conflictul chino-sovietic” prin „tonul antichinez” pe care îl are. Editura „Literatura Populară” din Beijing a publicat volumul Scenariul cinematografic antichinez „Dersu Uzala” (1975), care conținea traducerea scenariului în limba chineză, fragmente din cartea lui Arseniev, un interviu acordat de Akira Kurosawa în care își mărturisea dorința sa de a realiza filmul și articolele critice de mai sus. Autorul prefeței scria următoarele: „Clica renegată a revizioniștilor sovietici nu pierde ocazia de a folosi literatura pentru a-și promova politicile sale expansioniste. Recent au adulmecat un regizor burghez japonez și au încropit filmul Dersu Uzala, care este o dovadă clară a intențiilor lor. Scenariul a fost scris după cărțile ofițerului țarist rus Serniev. Clica renegată a revizioniștilor sovietici s-a gândit să-și pună în aplicare planul, dar, în realitate, rezultatul a fost complet diferit. Scenariul nu numai că descrie o serie de acțiuni ale țarului pentru ocuparea teritoriului chinez, ci dezvăluie și pretențiile noului țar asupra teritoriului nostru actual”, adăugând că „poporul japonez a condamnat cu asprime scenariul acestui film antichinez după ce a fost lansat pe ecran”.
Kurosawa a susținut că filmul său este apolitic, adăugând: „Nu exista atunci o graniță precis delimitată între regiunea Ussuri și China, iar în regiune trăiau chinezi, coreeni și japonezi. Acum există o dispută între China și Uniunea Sovietică. Cred că am scris scenariul cu obiectivitate față de ambele părți. [...] Nu trebuie să aducem litigiul în poveste. Noi facem filmul având în minte motto-ul Festivalului de Film de la Moscova: «Umanism prin arta cinematografică. Pace și prietenie între națiuni»”. Cineastul japonez a subliniat că reflectarea în film a politicii moderne este o acțiune greșită, căruia el i s-a opus permanent. Cu toate acestea, reprezentarea personajelor de etnie chineză în scenariu a fost, potrivit regizorului, una din cele mai dificile provocări. Acuzația chinezilor era absurdă, considerau jurnaliștii americani, deoarece unul dintre personajele impresionante ale filmului era un bătrân chinez care se împrietenește cu Dersu și pe care căpitanul Arseniev îl servește cu ceai.
Cu toate acestea, criticul de film Joan Mellen consideră că filmul lui Kurosawa conține aspecte propagandistice antichineze: chinezii sunt prezentați în câteva rânduri ca braconieri ce traversează granița pentru a captura animale și a răpi femei, ucigându-i pe bărbați. Un personaj asiatic precum Chan Bao, despre care Kurosawa scria: „puterea personalității sale este evident rezultatul inteligenței, autocontrolului și abilității de a-i face pe ceilalți să-i asculte ordinele”, apare ca un luptător eroic împotriva localnicilor chinezi, colaborând cu colonizatorii ruși la apărarea teritoriului.
Opiniile chineze cu privire la cărțile lui Arseniev și la filmul lui Kurosawa s-au modificat mult odată cu trecerea timpului, iar profesorul Huang Shunan de la Universitatea din Nanjing, traducătorul ediției chineze a cărții din 2005, a scos în evidență în prefața acelei ediții doar valoarea ecologică a cărții (necesitatea protejării mediului înconjurător), fără a menționa deloc controversele chino-sovietice cu privire la filmul Vânătorul din taiga.

## Aprecieri critice

### Percepțiile inițiale ostile ale criticilor

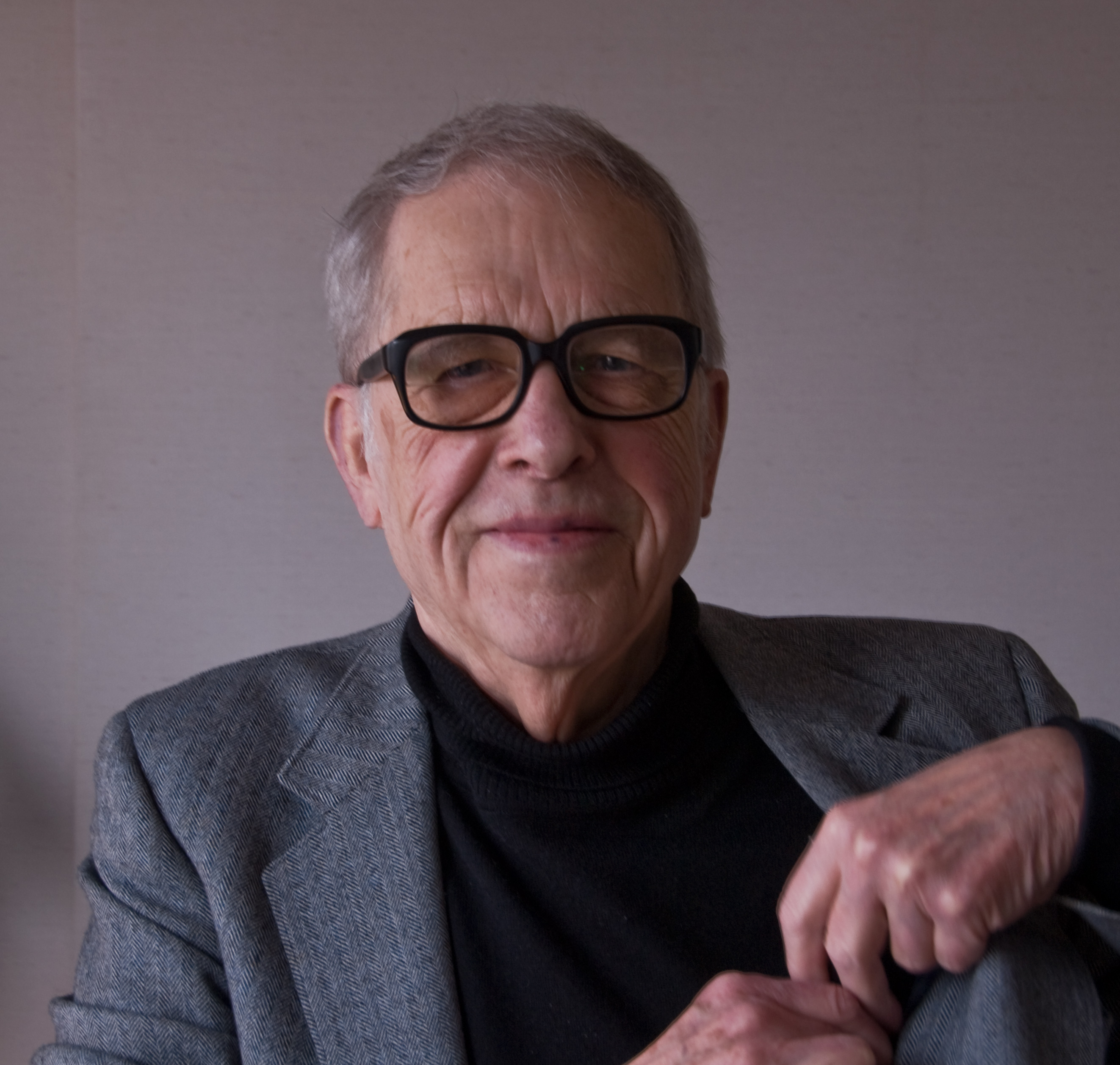
Criticul și istoricul de film Donald Richie a susținut că filmele Dodes'ka-den și Vânătorul din taiga nu seamănă cu filmele anterioare ale lui Kurosawa și par creația unui cineast diferit.

Eșecul proiectelor de la sfârșitul anilor 1960 l-a împins pe Kurosawa într-o stare de lipsă de speranță și de pesimism și l-a determinat să se refugieze în următoarele sale filme în spații mitice sau în trecut. Cineastul a început să contempleze lumea de la distanță și a creat medii sociale tot mai excentrice: o lume a viselor (Dodes'ka-den), un paradis arcadian (Vânătorul din taiga) și lumi trecute violente și sumbre (Kagemusha, Ran). Analizând filmele recente ale lui Kurosawa, cercetătoarea Audie Bock evidenția „distanțarea didactică” față de realitatea contemporană: „Atmosfera de mahala din Dodes'ka-den este greu de găsit în Japonia prosperă contemporană, iar omul cu un caracter neatins reprezentat de Dersu este greu de găsit oriunde în lume”.
Vânătorul din taiga a reprezentat un punct de cotitură în cariera lui Kurosawa. După un șir de eșecuri și de critici nefavorabile, cineastul însuși și-a schimbat brusc atitudinea: nu mai era ostil și disprețuitor față de mass-media, ci a devenit sociabil și dornic să-și promoveze cât mai bine noul film.
Această schimbare de atitudine a fost percepută din contra de unii critici ai vremii precum Donald Richie și Joan Mellen, care-i lăudaseră creațiile din anii 1950 și 1960, ca o dovadă a faptului că cineastul nu mai era capabil să atingă nivelul artistic din trecut și că și-a abandonat crezul artistic. Kurosawa a fost considerat, la fel ca Orson Welles, un cineast depășit, care căuta să atragă atenția presei pentru a obține publicitate. Regizorul japonez, care realizase doar două filme în ultimii 10 ani, avea nevoie de bani așa că în 1976 a acceptat să apară într-o reclamă TV la whisky-ul Suntory, un lucru greu de conceput în anii anteriori. Imaginea sa publică a fost compromisă, deși cineastul japonez nu a fost nevoit totuși să facă reclamă la vin ieftin și la mazăre congelată precum a făcut Welles. În plus, faptul că a realizat un film în Uniunea Sovietică i-a făcut pe unii japonezi să se simtă indignați.
Vânătorul din taiga a fost considerat la vremea apariției sale o dezamăgire artistică maximă, în care Kurosawa dovedea, potrivit unor critici, că și-a pierdut interesul față de ființa umană. Filmarea pe o peliculă cu lățimea de 70 mm, care nu putea fi proiectată în cinematografele obișnuite, a fost percepută ca o distanțare a artistului de publicul său. „Kurosawa a produs pentru prima dată într-o carieră lungă și remarcabilă un film mai degrabă lipsit de viață. Goliciunea lui este abia ascunsă de mărimea imensă a ecranului, de efectele sonore și de motivul muzical elegiac”, scria Joan Mellen în 1979. Această opinie era împărtășită de criticul și istoricul de film Donald Richie care a afirmat că nu a vrut să scrie capitolele referitoare la filmele Dodes'ka-den și Vânătorul din taiga în ediția actualizată a cărții The Films of Akira Kurosawa (ed. I, 1965; ediție revăzută, 1984) pentru că cele două filme nu-l interesau deoarece păreau creația unui cineast diferit. Disperarea cineastului se transformase în opinia criticilor într-o capitulare cinică în fața publicului și a producătorilor din industria cinematografică japoneză. Potrivit istoricului de film Stuart Galbraith IV, Kurosawa simțea nevoia să experimenteze în mod constant, precum Picasso, iar criticii vremii au confundat eronat evoluția continuă a cineastului cu declinul său artistic.
Cu toate că Vânătorul din taiga, Kagemusha și Ran au obținut zeci de premii pe plan internațional, un grup de critici elitiști, a căror influență a crescut puternic în anii 1970, s-au manifestat ostil față de cineastul japonez până la capătul vieții sale. Opiniile ostile față de ultimele sale filme au circulat până la începutul anilor 1990, când creația artistică a lui Kurosawa și-a redobândit prestigiul pe care-l avusese în anii 1950–1960. Aceste atacuri la adresa unui cineast valoros nu au fost singulare: britanicul David Lean a fost tratat de critici la fel de ostil după lansarea filmului Fiica lui Ryan (1970).
Potrivit lui Galbraith, criticii au fost nemulțumiți de alegerea cineastului de a filma pe o peliculă lată de 70 mm, considerând că acest format determină o diluare a substanței filmului. Adevărul era că multe din filmele realizate în acei ani pe peliculă de 70 mm erau superproducții epice lipsite de valoare artistică sau musicaluri siropoase, dar generalizările erau greșite precum o dovedise filmul Lawrence al Arabiei (1962). Alegerea peliculei de 70 mm în cazul filmului Vânătorul din taiga nu se datora grandomaniei cineastului, ci necesității de a crea un cadru mai intim, de a scoate în evidență prietenia strânsă dintre cele două personaje principale (căpitanul Arseniev și Dersu Uzala) și de a capta fiecare emoție.

### Elogiile aduse filmului
Criticii din deceniile următoare au descoperit calitățile filmului Vânătorul din taiga: valorile sale umaniste (prietenia profundă dintre două persoane provenite din medii de viață diferite, relația armonioasă a omului cu natura), captarea frumuseții indescriptibile a naturii (pădurea siberiană, soarele care apune încetul cu încetul deasupra unei întinderi înghețate) care evidențiază lipsa de însemnătate a omului, umorul subtil existent chiar și în momentele tensionate, interpretarea excelentă realizată de Munzuk și Solomin etc.
În ciuda prezenței motivului dislocării temporale, Vânătorul din taiga diferă vizual de filmele anterioare ale lui Kurosawa printr-o imagistică naturalistă și printr-un stil interpretativ realist, fără exagerări sau înfrumusețări stilistice. Filmul are un ton nostalgic și elegiac datorită faptului că protagonistul său, Dersu Uzala, este marcat de sentimentul trecerii ireversibile a timpului. Vânătorul goldi s-a retras în pădure după moartea soției și a copiilor săi și a dezvoltat un fel de relație simbiotică cu pădurea, relație care este amenințată de migrarea și stabilirea coloniștilor, precum și de construirea unor noi așezări omenești. Astfel, potrivit istoricului de film Mitsuhiro Yoshimoto (n. 1961), autorul unui studiu teoretic și comprehensiv dedicat creației artistice a lui Kurosawa, „Dersu, care trăiește cu memoria trecutului, se transformă la rândul său într-o amintire a unei epoci apuse”. Personajul poate fi considerat, în același timp, un model posibil de „bon sauvage” în linia filozofiei egalitariste a lui Jean-Jacques Rousseau.
Natura, un element comun filmelor kurosawiene, nu mai este aici un simplu element de decor, ci este prezentată într-un mod dinamic sub influența unei energii cinetice. Criticii au scos în evidență frumusețea picturală a secvenței viscolului siberian care prezintă în paralel creșterea intensității vântului, apusul soarelui roșu și munca frenetică a oamenilor pentru a-și crea un adăpost, precum și melanjul de culori al pădurii surprinse în diferite anotimpuri.
Spre deosebire de carte, filmul începe și se termină într-o notă tragică: căutarea mormântului lui Dersu, care nu mai este găsit deoarece pădurea a fost defrișată în scopul construirii unei localități, respectiv uciderea lui Dersu pentru a fi jefuit. Aceste tonuri întunecate reprezintă un semnal de alarmă prin care Kurosawa dorește să atragă atenția față de distrugerea naturii și de extinderea irațională a civilizației industriale. Conservarea naturii devenise, în opinia cineastului, o problemă stringentă care trebuia prezentată public: „Lumea a uitat că omul este o parte din natură. Lumea, azi, distruge, cu rapacitate, această natură. Flora și fauna le vedem, nimicindu-se, dinaintea ochilor noștri. Aerul a devenit irespirabil. După douăzeci de ani, în Japonia nu se va mai putea trăi. Am intrat în Evul Dezastrului. Asta ar trebui strigat, țipat de pe toate acoperișurile. Iar eu, care nu știu să vorbesc prin cuvinte, o voi spune prin filmele mele. Am încercat deci să pictez un om care trăiește și gândește în armonie cu natura.”. Valoarea filmului o constituie, în consecință, promovarea unei relații armonioase între om și natură: „Am vrut ca oamenii din întreaga lume să învețe de la personajul asiatico-sovietic care trăia în armonie cu natura. [...] Dacă natura este distrusă, atunci și ființele umane vor fi distruse. Deci putem învăța multe lucruri de la Dersu”. Prin subiectul său ecologist, Vânătorul din taiga anticipează filmul Dodes'ka-den, care prezintă o lume poluată în urma procesului intens de industrializare, susținea profesorul Stephen Prince.
Lexikon des internationalen Films descrie astfel acest film: „Un ofițer țarist obține un nomad kârgâz bătrân pe post de cercetaș și prieten în regiunea impracticabilă Ussuri. Câțiva ani mai târziu, atunci când ajunge în pericol să orbească, ofițerul îl invită în casa sa burgheză. Nomadul crede că se va sufoca acolo, se întoarce în taiga și moare. O parabolă pesimistă despre ciocnirea dintre două culturi, ai căror reprezentanți rămân străini în ciuda simpatiei lor reciproce. Adevărata eroină este însă natura surprinsă vizual în frumusețea ei captivantă: ritmul ei își pune amprenta asupra filmului de la vântul liniștit la viscolul furios”.
Unii critici de film au considerat că filmul Vânătorul din taiga al lui Kurosawa este o capodoperă. Vânătorul din taiga are în prezent un rating de aprobare de 73% pe site-ul agregatorului de recenzii Rotten Tomatoes, pe baza a 15 recenzii (11 pozitive, 4 negative), cu o medie ponderată de 7,50/10. Nu există încă un consens critic cu privire la film.

## Premii
Vânătorul din taiga a câștigat numeroase premii în URSS, Japonia și în străinătate. A luat marele premiu la Festivalul Internațional de Film de la Moscova din 1975 și a câștigat Premiul Oscar pentru cel mai bun film străin în 1976. În același an guvernul japonez i-a acordat lui Kurosawa premiul pentru contribuție culturală.
| Premiu | Data ceremoniei  | Categorie                                                                   | Laureat/laureați                                      | Rezultat | Ref(s)                      |
| --- | ---------------- | --------------------------------------------------------------------------- | ----------------------------------------------------- | -------- | --------------------------- |
| Festivalul Internațional de Film de la Moscova                                                                                | 10–23 iulie 1975 | Premiul de Aur                                                              | Akira Kurosawa                                        | Câștigat | [ 7 ] [ 25 ] [ 28 ]         |
| Festivalul Internațional de Film de la Moscova                                                                                | 10–23 iulie 1975 | Premiul FIPRESCI (Fédération Internationale de la presse cinématographique) | Akira Kurosawa                                        | Câștigat | [ 7 ] [ 25 ] [ 28 ]         |
| Premiile Oscar | 29 martie 1976   | cel mai bun film străin                                                     | Akira Kurosawa                                        | Câștigat | [ 7 ] [ 25 ] [ 28 ] [ 180 ] |
| Premiile Jussi | 1976             | cel mai bun film străin                                                     | Akira Kurosawa                                        | Câștigat | [ 28 ] [ 181 ]              |
| Diploma Asociației Criticilor de Film din Finlanda                                                                            | 1976             | pentru lansarea filmului în Finlanda                                        | Kosmos-Filmi Oy (companie deținută de Soveksportfilm) | Câștigat | [ 28 ]                      |
| Premiile David di Donatello                                                                                                   | 23 iulie 1977    | cel mai bun regizor străin                                                  | Akira Kurosawa                                        | Câștigat | [ 1 ] [ 28 ] [ 182 ]        |
| Premiile David di Donatello                                                                                                   | 23 iulie 1977    | Premiul special pentru calitatea producției                                 | Mosfilm                                               | Câștigat | [ 1 ] [ 28 ] [ 182 ]        |
| Premiile Sindicatului Național al Jurnaliștilor de Film din Italia (Sindacato Nazionale Giornalisti Cinematografici Italiani) | 1977             | Nastro d'argento pentru regizorul celui mai bun film străin                 | Akira Kurosawa                                        | Câștigat | [ 1 ] [ 28 ] [ 183 ]        |
| Premiile organizației Círculo de Escritores Cinematográficos din Spania                                                       | 1977             | cel mai bun film experimental și de artă                                    | Akira Kurosawa                                        | Câștigat | [ 28 ] [ 184 ] [ 185 ]      |
| Premiile Uniunii Criticilor de Film Spanioli pentru cel mai bun film străin                                                   | 1977             | cel mai bun film străin ex-æquo                                             | Akira Kurosawa                                        | Câștigat | [ 28 ] [ 185 ]              |
| Premiile Asociației Franceze a Criticilor de Film (Association Française de la Critique de Cinéma)                            | 1978             | Premiul Léon Moussinac pentru cel mai bun film străin                       | Akira Kurosawa                                        | Câștigat | [ 25 ] [ 28 ]               |
| Premiile Asociației Franceze a Criticilor de Film (Association Française de la Critique de Cinéma)                            | 1978             | cel mai bun actor străin                                                    | Maksim Munzuk                                         | Câștigat | [ 25 ] [ 28 ]               |
| Premiile Southern California Motion Picture Council                                                                           | 1978             | Premiul Aureola de Aur (Golden Halo)                                        | Akira Kurosawa                                        | Câștigat | [ 25 ]                      |

Vânătorul din taiga a fost ales cel mai bun lungmetraj din anii 1970 potrivit unui sondaj efectuat în 1980 de Asociația Criticilor de Film din Peru.
În 1995, cu ocazia aniversării a 100 de ani a cinematografiei, Vaticanul a alcătuit o listă cu „cele mai bune 45 filme” din toate timpurile, din perspectiva Bisericii Catolice. Lista include 45 de filme grupate în trei categorii: religie, valori spirituale și capodopere ale artei cinematografice. Filmul lui Kurosawa a fost inclus în categoria creațiilor cinematografice care promovează valori importante.
Actorii Maksim Munzuk și Iuri Solomin au primit în 1975 titlul de cetățeni de onoare ai orașului Arseniev „pentru contribuția activă la promovarea cinematografiei naționale și la educarea muncitorilor din oraș”. Regizorul Kurosawa a primit postum acest titlu abia în 2002.

## Vezi și
- Flăcări în taiga, film sovietic din 1961, regizat de Agasi Babaian
- Listă de filme sovietice din 1975
- Lista Vaticanului cu cele mai bune filme